# Le Thuit
Le Thuit é uma comuna francesa na região administrativa da Normandia, no departamento de Eure. Estende-se por uma área de 3 km². Em 2010 a comuna tinha 142 habitantes (densidade: 47,3 hab./km²).